# Ассоциация женщин Пан-Тихоокеанского региона и Юго-Восточной Азии
Ассоциация женщин Пан-Тихоокеанского региона и Юго-Восточной Азии (англ. Pan Pacific and Southeast Asia Women's Association, PPSEAWA) — международная неправительственная женская организация.
Ассоциация основана в Гонолулу на Гавайях в 1930 году.

## Предыстория
В 1928 году в Гонолулу на Гавайях под эгидой Пан-Тихоокеанского союза (англ. Pan-Pacific Union) была организована первая Пан-Тихоокеанская женская конференция (англ. Pan-Pacific Women's Conference). Это была первая международная женская конференция, организованная в Тихоокеанском регионе.

## Основание
В 1930 году в Гонолулу прошла вторая Пан-Тихоокеанская женская конференция. В итоге конференции была основана Пан-Тихоокеанская женская ассоциация (англ. Pan-Pacific Women's Association, PPWA).

## Цели
Ассоциация была реформатором, чье лидерство в призыве женщин объединиться в преодолении национальных и расовых предрассудков вдохновило других присоединиться к ее крестовому походу в «культурном интернационализме». Организация отстаивала права женщин в Лиге наций.

## Деятельность
Ассоциация организовала Пан-Тихоокеанские женские конференции в Гонолулу (1934 и 1949), в Канаде (1937), в Новой Зеландии (1952), на Филиппинах (1955) и в Японии (1958). Ассоциация продолжала заниматься благотворительной деятельностью в тихоокеанском регионе. Так же на повестке стояли вопросы женского здоровья и благополучия семьи.

## Изменение названия
В 1955 году ассоциация расширила географию своей деятельности на регион Юго-Восточной Азии и сменила название на «Ассоциация женщин Пан-Тихоокеанского региона и Юго-Восточной Азии».

## Члены
Организации-члены ассоциации представляют собой её национальные отделения. Страны расположения: Австралия, Канада, Фиджи, Индонезия, Япония, Малайзия, Новая Зеландия, Пакистан, Республика Корея, Самоа, Тайвань, Таиланд, Тонга и Соединенные Штаты Америки.